# Колар, Марко
Ма́рко Ко́лар (хорв. Marko Kolar; родился 31 мая 1995 года, Забок, Хорватия) — хорватский футболист, нападающий клуба «Горица».

## Клубная карьера
Колар — воспитанник клубов «Младост Забок», «Тондач Бедековчина» и загребского «Динамо». Летом 2013 года для получения игровой практики Марко на правах аренды перешёл в «Сесвете». 8 сентября в матче против «Дугополье» он дебютировал во Второй лиге Хорватии. 21 сентября в поединке против «Чибалии» Марко забил свой первый гол за Сесвете. Летом 2014 года Колар был отдан в аренду в «Локомотива». 19 июля в матче против «Осиека» он дебютировал во чемпионате Хорватии. 3 ноября в поединке против «Истра 1961» Марко забил свой первый гол за «Локомотива». По окончании аренды клуб выкупил трансфер игрока.
Летом 2016 года был отдан в аренду в «Интер» из Запрешича. 15 июля в матче против «Славен Белупо» он дебютировал за новую команду. 4 ноября в поединке против своего предыдущего клуба «Локомотива» Марко забил свой первый гол за «Интер».
Летом 2017 года подписал контракт с краковской «Вислой». 4 ноября в матче против «Сандецья» он дебютировал в польской Экстраклассе.
17 июня 2019 года подписал двухлетний контракт с клубом Эредивизи «Эммен».